# M60-UCD1
M60-UCD1 — ультракомпакомпатна карликова галактика в сузір'ї Діви на відстані 54 мільйонів світлових років від Землі та на відстані 22 000 світлових років від величезної галактики М60. Має правильну кулясту форму діаметром близько 160 світлових років та масу близько 140 млн M☉. Чорна діра в центрі цієї галактики має масу близько 21 мільйона M☉, що становить 15% від загальної маси M60-UCD1. 